# Catolicisme a Cap Verd

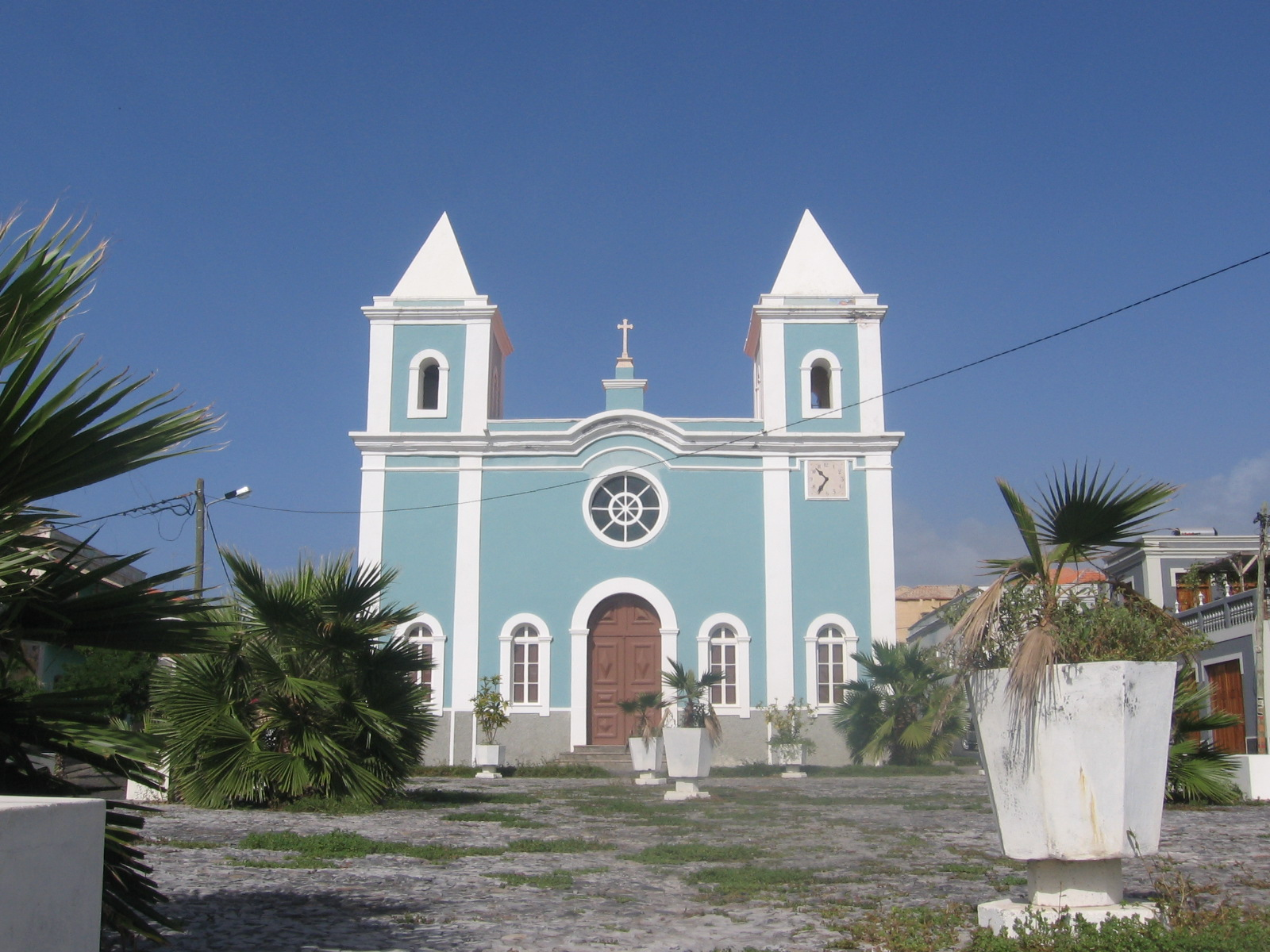
L'església de São Felipe a l'illa de Fogo

L'Església Catòlica a Cap Verd és part de l'Església Catòlica universal, sota la direcció espiritual de la Papa a Roma. Hi ha més de 430.000 catòlics al país que representa més del 90% de la població total.

## Història
El catolicisme va ser imposat a les illes Cap Verd al començament del segle xvi amb la colonització portuguesa. La primera diòcesi d'Àfrica fou fundada el 1533 amb l'erecció del bisbat de Santiago de Cap Verd, del qual també dependran les zones costaneres d'Àfrica sotmeses al rei de Portugal. El gener de 1990 Joan Pau II hi va fer un visita pastoral. El 2003 es va crear una segona diòcesi, la de Mindelo. El 2011 fou signat un acord entre el govern de Cap Verd i el Vaticà que crea una base legal per a l'Església Catòlica al país, es permeten escoles catòliques i es fixa el paper de l'església en la formalització de matrimonis.
El 2015 el bisbe de Santiago, Arlindo Gomes Furtado, fou nomenat cardenal, el primer de l'església de Cap Verd.

## Organització i institucions
L'Església Catòlica és present a la zona amb dues diòcesis:
- El Bisbat de Santiago de Cap Verd, que inclou les illes de Maio, Santiago, Fogo i brava;
- El bisbat de Mindelo, que inclou les illes de Santo Antão, São Vicente, São Nicolau, Sal i Boa Vista.

No són sufragànies de cap arxidiòcesi, sinó són subjectes directament a la Santa Seu. La població catòlica s'estimava a 550.193 creients, que representaven el 93,07% de la població.

## Nunciatura Apostòlica
La nunciatura apostòlica de Cap Verd va ser establerta el 13 de maig de 1976 amb el Breu apostòlic Quo expeditius de Papa Pau VI. La seu del nunci és a Dakar, al Senegal.

### Pro-Nuncis apostòlics
- Luigi Dossena, arquebisbe titular de Carpi (24 d'octubre de 1978 - 30 de desembre de 1985, designat nunci apostòlic al Perú)
- Pablo Puente Buces, arquebisbe titular de Macri (15 de març de 1986 - 31 de juliol de 1989 designat nunci apostòlic al Líban)
- Antonio Maria Vegliò, arquebisbe titular d'Eclano (21 d'octubre de 1989 - desembre de 1994 designat nunci apostòlic)

### Nuncis apostòlics
- Antonio Maria Vegliò, arquebisbe titular d'Eclano (desembre 1994 - 2 d'octubre de 1997 designat nunci apostòlic al Líban i Kuwait i delegat apostòlic a la Península Aràbiga)
- Jean-Paul Aimé Gobel, arquebisbe titular de Calatina in Campania (6 de desembre de 1997 - 31 d'octubre de 2001 designat nunci apostòlic a Nicaragua)
- Giuseppe Pinto, arquebisbe titular d'Anglona (5 de febrer de 2002 - 6 de desembre de 2007 designat nunci apostòlic al Xile)
- Luis Mariano Montemayor, arquebisbe titular d'Illici (19 de juny de 2008 - 22 de juny de 2015 designat nunci apostòlic a la República Democràtica del Congo)

## Conferència episcopal
Cap Verd no té una Conferència Episcopal pròpia, sinó que el seu episcopat forma part de la Conférence des Evêques du Sénégal, de la Mauritanie, du Cap-Vert et de Guinée-Bissau.
Aquesta és membre de la Conférence Episcopale Régionale de l'Afrique de l'Ouest Francophone (CERAO) i del Simposi de Conferències Episcopals d'Àfrica i Madagascar (SECAM).
Han estat presidents de la conferència episcopal:
- Hyacinthe Thiandoum, arquebisbe de Dakar (1970 - 1987)
- Théodore-Adrien Sarr, bisbe de Kaolack i arquebisbe de Dakar (1987 - 2005)
- Jean-Noël Diouf, bisbe de Tambacounda (2005 - octubre 2012)
- Benjamin Ndiaye, bisbe de Kaolack, des d'octubre 2012